# سالایر (شهر)

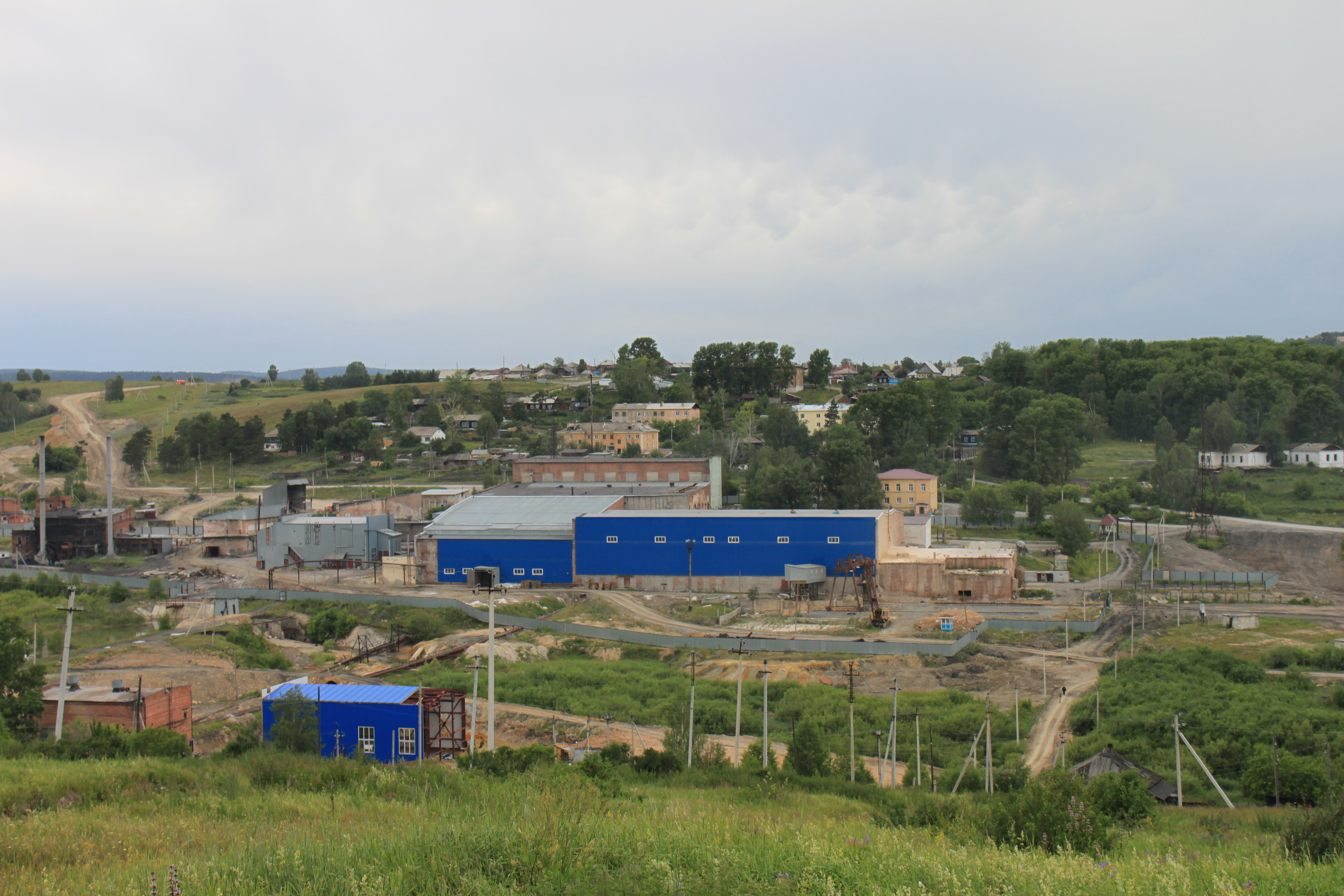
"район "Фабрика

شهر سالایر (به روسی: Салаир) در کشور روسیه و در اوبلاست کمروو واقع شده‌است.

## جستارрайон "Фабрикаهای وابسته
- روسیه
- فهرست شهرهای روسیه